# The Low Spark of High Heeled Boys (canción)
«The Low Spark of High Heeled Boys» es una canción interpretada por la banda británica Traffic, publicada como la segunda canción del álbum del mismo nombre de 1971. A pesar de que nunca fue publicada como sencillo debido a su larga duración, se convirtió en un elemento básico de las estaciones de radio FM en formato AOR de Norteamérica en los años de 1970.

## Otras versiones
Una interpretación en vivo de la canción es la canción de apertura de la única película de concierto de Traffic, que se grabó en el Santa Monica Civic Auditorium en California, el 21 de febrero de 1972, con la formación de Winwood, Capaldi, Wood, Rebop Kwaku Baah (percusión), David Hood (bajo) y Roger Hawkins (batería). Otra grabación en vivo con la misma formación más el teclista extra Barry Beckett aparece en el álbum On the Road.
Una versión de estudio alternativa de la canción está disponible en el álbum retrospectivo de 2010, Revolutions – The Very Best of Steve Winwood. La versión de Revolutions tiene un tiempo de ejecución un poco más largo, con una duración de 12 minutos y 26 segundos, así como diferentes arreglos en solitario en relación con la grabación del álbum original.
Además de ser interpretada en solitario por Capaldi y Winwood después de la ruptura de Traffic, la canción ha sido versionada por Rickie Lee Jones, Widespread Panic, The Dead, Phil Lesh and Friends, Brian Minshew y EMF.

## Recepción de la crítica
En AllMusic, William Ruhlmann la describió como “una de las mejores canciones de Traffic hasta la fecha”, mientras que Lindsay Planer dijo que la sección instrumental, “muestra las impresionantes habilidades de improvisación de la banda”. Doug Collette de Glide Magazine escribió que la canción, “es prácticamente la definición de un tour-de-force, no solo para esta banda, sino también para la era en la que apareció”. El personal de Louder Sound llamó a la canción, “una obra maestra hipnótica del jazz-rock y una acusación mordaz de la industria de la música”.
La canción fue clasificada en el puesto #35 en la lista de las 100 mejores canciones clásicas del rock progresivo de PopMatters. Sean Murphy comentó: “Steve Winwood, por supuesto, fue el prodigio residente, pero las contribuciones de Chris Wood en el saxofón y la flauta son cruciales. En esta canción súper relajada, Jim Capaldi presenta algunos de sus mejores trabajos de batería y percusión, lo que demuestra que el rock progresivo puede, en ocasiones, ser maravilloso”.

## Créditos y personal
Créditos adaptados desde las notas de álbum.
Traffic
- Steve Winwood – voz principal, piano, órgano Hammond
- Chris Wood – saxofón tenor
- Ric Grech – guitarra bajo
- Jim Gordon – batería
- Jim Capaldi – percusión adicional
- Rebop Kwaku Baah – conga

Personal técnico
- Steve Winwood – productor
- Brian Humphries – ingeniero de audio